# Jaap Frederiks
Jacob Rijkert Theodoor (Jaap) Frederiks (Putten, 28 mei 1959) is een Nederlands diplomaat. Voor Nederland is hij consul, zaakgelastigde en ambassadeur geweest in verschillende landen.

## Biografie
Frederiks studeerde geschiedenis aan de Rijksuniversiteit Utrecht. In 1985 trad hij in dienst van het Nederlandse ministerie van Buitenlandse Zaken en werkte hij onder meer op ambassades in Teheran, Bangkok, Genève (Verenigde Naties), Brussel (Europese Commissie) en Wenen. Verder werkte hij voor enkele directies van het ministerie.
Van 2009 tot 2013 was hij consul-generaal in Sydney (Australië). Aansluitend was hij tot 2017 ambassadeur in Dar es Salaam (Tanzania en enkele andere landen) en vervolgens rond een jaar tijdelijk zaakgelastigde in Kiev (Oekraïne). In 2018 was hij tijdelijk zaakgelastigde in Paramaribo (Suriname), waardoor hij tevens niet-residerend ambassadeur was voor het buurland Guyana. Hier bleef hij aan tot 2020. Na de verkiezingen van 2020 hervatten Suriname en Nederland weer normale betrekkingen, wat op 1 april 2020 de weg vrijmaakte voor de opvolging van Henk van der Zwan, uiteindelijk als ambassadeur. Naast zijn functie in Paramaribo was Frederiks speciaal vertegenwoordiger voor Europa en het Oostelijk Partnerschap.